# Demper (piano)

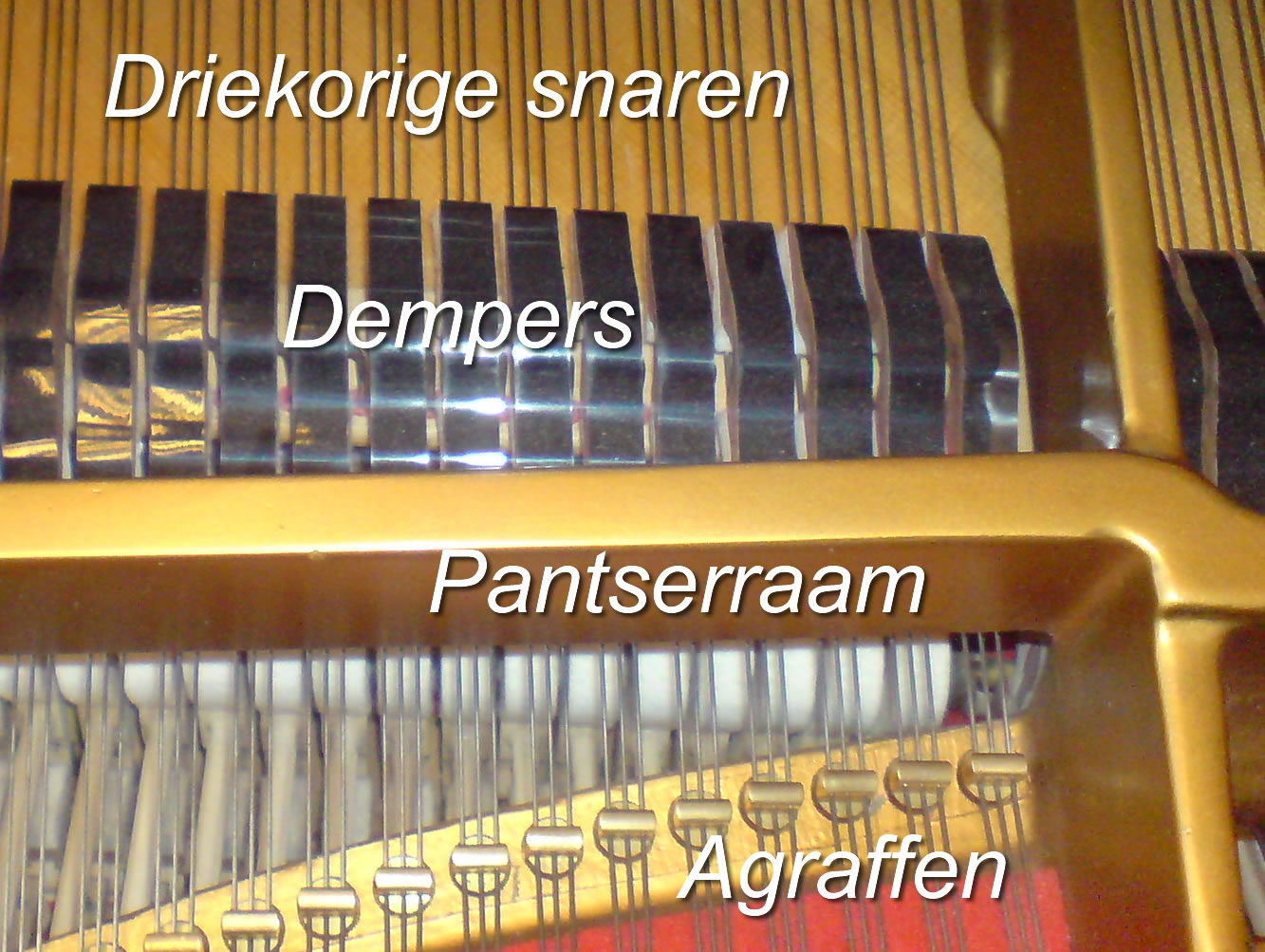
De zwarte onderdeeltjes zijn de dempers op een vleugel. Aan deze zwarte houten dempers is aan de onderzijde zacht vilt bevestigd dat de snaar kan afdempen zodra de demper in ruststand is.

In het mechaniek van een piano draagt een demper zorg voor het stoppen van de trilling van de snaar nadat de toets is losgelaten.

## Werking
Bij het aanslaan van een toets wordt de demper gelijktijdig van de snaar gelicht, waardoor de snaar vrij komt om te trillen. Zodra de toets weer wordt losgelaten valt de demper weer tegen de snaar, waardoor de trilling van die snaar wordt afgedempt.
De demper bestaat uit een houten blokje, dat bekleed is met een paar centimeter lang en enige millimeters dik zacht vilt. In het vilt van de demper is een groef aangebracht die precies over de snaar valt, waardoor de demping in de verschillende trillingsrichtingen tot stand komt. 

In dit Broadwood-mechaniek is de demper met nummer 12 aangeduid

De dempers voor bassnaren zijn doorgaans groter dan die voor discantsnaren, omdat ze meer trillingsenergie moeten afdempen. In de hoogste tonen van de piano zijn doorgaans geen dempers meer geplaatst, hetgeen twee redenen heeft: ten eerste dooft de energie van deze kleine dunne snaren relatief snel uit, ten tweede blijven deze hoogste snaren altijd empathisch meeresoneren, hetgeen de heldere klankkleur van de piano ten goede komt.

## Dempers en pedaal
Wanneer men het rechterpedaal van een piano of vleugel intrapt zullen alle dempers gelijktijdig van de snaren worden gelicht. Hierdoor kunnen de snaren allen meeresoneren met de gespeelde toetsen. Dit maakt onder andere het legato spel tussen akkoorden (of anderszins onmogelijk te binden tonen) mogelijk, maar ook wordt de klank 'meerdimensionaler', voller en rijker.
Sommige vleugels beschikken over een apart middenpedaal waarbij van individueel aangeslagen toetsen de dempers kunnen worden gelicht.

## Uitzonderlijk gebruik
In sommige gevallen kan van het geluid van de dempers zelf gebruik worden gemaakt, wanneer men bijvoorbeeld het rechterpedaal snel gebruikt zullen de dempers zelf een licht ruisend geluid afgeven. Ook indien men de dempers bijna op de snaren laat neerkomen, door middel van het rechterpedaal, zal indien de snaren in trilling waren de geleidelijke demping voor een apart geluidseffect kunnen zorgen omdat de snaar langzaam wordt afgedempt.

## Studiepedaal
Indien men op sommige piano's het middelste pedaal gebruikt, wordt een reep vilt tussen hamers en snaren geplaatst. Deze demping komt dus niet van de dempers zelf maar van de reep vilt die de hameraanslag zachter maakt, doordat de hamer door het vilt heen de snaar raakt. Dit heet dan het zogeheten studiepedaal.